# Szárföld
Szárföld község Győr-Moson-Sopron vármegyében, a Kapuvári járásban.

## Fekvése
Magyarország északnyugati részén, Győrtől és Soprontól is mintegy 45-45 kilométerre helyezkedik el, Csorna és Kapuvár között nagyjából félúton; előbbitől 9, utóbbitól 7 kilométerre.

### Megközelítése
A településen keresztülhalad a Győrt Sopronnal összekötő 85-ös főút, ez a legfontosabb közúti megközelítési útvonala mindkét város irányából. Érinti a határszélét, lakott területeitől délre az M85-ös autóút is, de annak itt nincs csomópontja, az ide utazóknak ezért Farádnál vagy Kapuvárnál kell letérniük az autóútról, a 8603-as vagy a 8611-es út csomópontjánál. Déli külterületeit érinti a 8601-es út is, északi szomszédjával, Oslival pedig a 8515-ös út köti össze.
Az autóbusz-közlekedés jó, rendszeresen indulnak innen járatok a vármegye városaiba és a környék településeire.
A településen a hazai vasútvonalak közül a Győr–Sopron-vasútvonal halad át, melynek egy megállási pontja van itt: Szárföld megállóhely a község belterületének déli részén helyezkedik el, közúti elérését a 86 301-es számú mellékút biztosítja.

## Története és mai élete
A falu nevének eredetét a hagyomány eltérően magyarázza. Az egyik elképzelés szerint Szár Lászlóról, első birtokosáról nevezték el, akinek neve tart, kopaszt jelent. A falu nevét onnan is nyerhette, hogy a Hanság déli oldalán ez a terület volt akkoriban az első letelepedésre alkalmas száraz hely. Szárföld a középkorban a ma lakott területtől északra, mintegy 2 km távolságra helyezkedett el. Első okleveles említése a 12. század végéből maradt fenn. 1230-ban II. András Osl comesnek adományozta a települést, később a Kisfaludy és a Mihályi családok birtokolták, majd a 15. század közepétől Csornai István és leányai lettek a falu tulajdonosai.
A 16. században Enyingi Török Bálint, majd utána Nyáry Miklós szerezte meg a falut. 1624-ben Esterházy Miklós tulajdonába került, Nyáry Krisztinával kötött házassága révén. Ettől kezdve az Esterházyak lettek a falu legnagyobb birtokosai. 1594-ben Szárföld is áldozatul esett a török pusztításnak, csak 1622-ben népesült be ismét. Az 1660-as években újjáépítették a templomot, de 1683-ban Kara Musztafa Bécs ostromára vonuló csapatai ismét elpusztították a falut. A hagyomány szerint a lakosok a szomszédos erdőben kerestek menedéket, de a törökök felgyújtották, a tűz elől menekülő embereket pedig legyilkolták. Ezért nevezték el ezt a területet Égett erdőnek. Csak az 1700-as évek elején indult újra az élet, de most már a falu mai helyén.
1742-ben a tűzvész által elpusztult templomot ismét újjáépítették. Ebben a században a betelepülők nyomán gyorsan növekedett Szárföld népessége, és megkezdődött az irtásföldek művelésbe fogása is. Ebben az időszakban a jobbágyokra súlyos szolgáltatások nehezedtek, így például évente 10-szer Bécsújhelyre fuvart is kellett teljesíteniük a földesúrnak. 1803-ban a földbirtokos az irtásföldek visszaváltásával növelte majorsága területét, ezért a lakosok megélhetése nehezebbé vált. Az 1848-as szabadságharcban 13 szárföldi harcolt, közülük ketten áldozták életüket. Franz Wyss tábornok Borsodi László bírót és a falu plébánosát is halálra ítélte, mivel a falu lakói akadályozták a Csorna felé vonuló császári csapatokat. Az ítéletet azonban nem hajtották végre.
1864-ben került sor az úrbéri állomány és a közös legelő elkülönözésére. Az első világháború nagy áldozatot követelt a falutól, 78-an estek el a harcokban. 1945-ben a földosztás során 672 katasztrális holdat osztottak szét 206 földigénylő között. Az 1950-es évek agrárpolitikája miatt sokan hagytak fel a földműveléssel és az iparban kerestek munkát. 1955-ben 36 taggal alakult meg a Béke Termelőszövetkezet, amely azonban 1956-ban feloszlott. 1959-ben létrehozták a Kossuth Termelőszövetkezetet 270 taggal. A rossz talajon gazdálkodó szövetkezet az öntözés és állattenyésztés fejlesztésével próbált eredményesebbé válni. Ennek ellenére 1976-ban a Tordosa-menti Termelőszövetkezet üzemegysége lett.

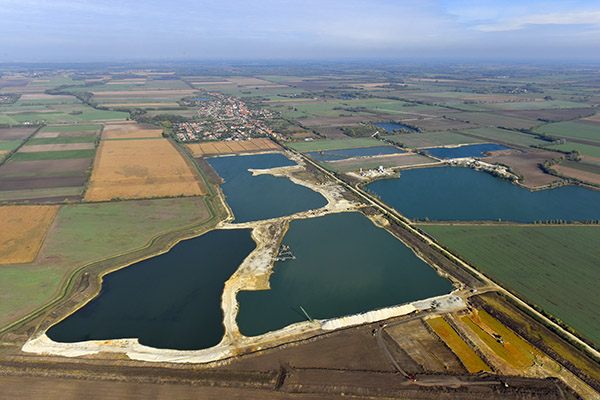
Szárföld, a bányatavak látképe madártávlatból

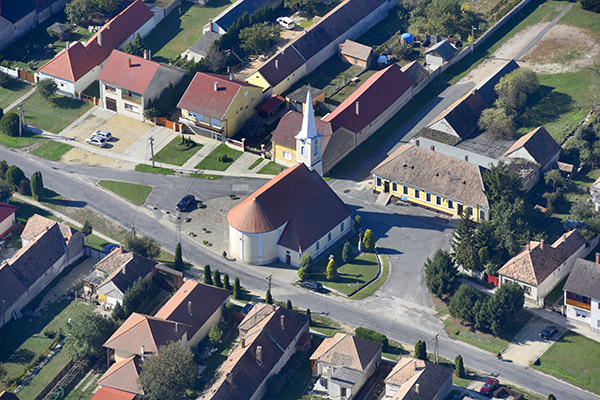
Szárföld, Szent Lukács templom légi fotón

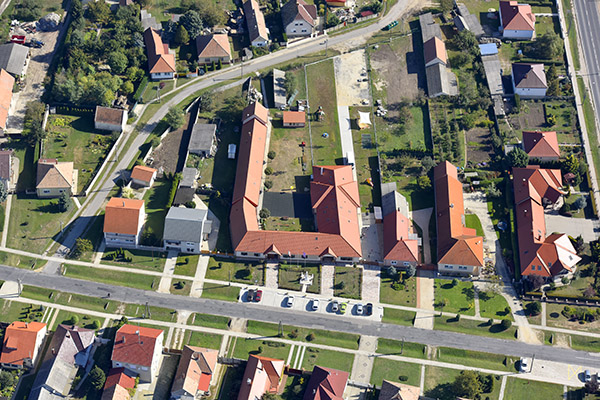
Szárföld, légi felvételen

Szárföld 1980-ig rendelkezett teljes általános iskolával, ekkor azonban a felső tagozatot megszüntették, így a felsősök Kapuvárra jártak tanulni. Az alsósok oktatása 3 tantermes, 5 pedagógust foglalkoztató iskolában folyik. Ide jelenleg[mikor?] 40 tanuló jár. Az óvodában 2 óvodapedagógus 26 kisgyermekkel foglalkozik. Az egészségügyi ellátást egy háziorvos biztosítja. A nyugdíjasok gondozását és kikapcsolódását a nappali ellátást nyújtó idősek klubja szolgálja. A szabadidő eltöltését a 4000 kötetes könyvtár, a művelődési ház és a sportpálya segíti.
A falu villamosítására 1936-ban került sor. Majdnem mindegyik házba bevezették a vezetékes ivóvizet. Az 1990-es években újabb infrastrukturális beruházásokra került sor. Kiépült a szennyvízcsatorna hálózat, amire jelenleg[mikor?] a háztartások 75%-a kapcsolódott rá. A szilárd kommunális hulladék összegyűjtése és elszállítása vállalkozói alapon történik. Szárföld bekapcsolódott a crossbar rendszerbe, a háztartások nagyobb része rendelkezik telefonnal. Kiépült a helyi kábeltelevíziós hálózat is. Jelenleg[mikor?] a családok fele veszi igénybe ezt a szolgáltatást. A kábeltelevízió nem csak a szórakozást, hanem a helyi eseményekről való gyors tájékozódást is lehetővé teszi a lakosok számára.
A település aktív keresői helyben, elsősorban a mezőgazdaság területén találnak munkát. A lakosok nagy része jövedelemkiegészítésként foglalkozik kertészkedéssel, növénytermesztéssel vagy állattartással. Az 1990-es években Szárföldön is átalakult a mezőgazdaság szerkezete. 1993-ban megalakult a Mezőgazdasági Termelő és Szolgáltató Szövetkezet. Ezenkívül a kereskedelem és a növekvő átmenő idegenforgalom nyújt munkaalkalmat. A lakosok és az ideérkező vendégek ellátását 6 kiskereskedelmi bolt és 4 vendéglátóhely szolgálja. Az utóbbi években itt is fellendült a vállalkozói kedv. A vállalkozások száma meghaladja a 60-at.
Az önkormányzat 1990. szeptember 30-án alakult meg. Takarékosan gazdálkodik, az intézmények működtetése mellett fejlesztések is megvalósulhattak az utóbbi időben. Elég csak a községben végigsétálni, látható, hogy a rendszerváltás óta mekkora a fejlődés.
Az önkormányzat két helyi adónemet vezetett be: iparűzési adót és építményadót. 2007. január 1-jétől az építményadó helyett a magánszemélyek kommunális adója lépett hatályba. Az újonnan kialakított telkek közművesítése 2006-ban befejeződött, a kialakított 20 építési telek mindegyike gazdára talált.

## Közélete

### Polgármesterei
- 1990–1994: Nagy László (független)[3]
- 1994–1998: Nagy László (független)[4]
- 1998–2002: Nagy László (független)[5]
- 2002–2006: Nagy László (független)[6]
- 2006–2010: Horváth Ferenc (Fidesz)[7]
- 2010–2014: Horváth Ferenc (Fidesz-KDNP)[8]
- 2014–2019: Horváth Ferenc (Fidesz-KDNP)[9]
- 2019–2024: Horváth Ferenc (Fidesz-KDNP)[10]
- 2024– : Horváth Ferenc (Fidesz-KDNP)[1]

## Népessége
Szárföld népessége a 18. században a nagyarányú betelepedésnek köszönhetően indult gyors növekedésnek. 1714-ben még csak 200-an laktak itt. 1785-ben már 827 lakost és 105 házat regisztrált az első magyarországi népszámlálás. A 19. században a népesség gyarapodása tovább folytatódott. 1900-ban érte el a legnagyobb lélekszámot, akkor 1591-en lakták. Ezután azonban a falu lakossága folyamatosan csökkent. 1949-ben 1251, 1970-ben pedig 1179 lakosa volt. A népesség fogyása tovább tart, a 21. századra 1000 alá csökkent a lakosságszám.
| Lakosok száma | 883  | 873  | 878  | 996  | 1033 | 1038 | 1042 |
|               | 2013 | 2014 | 2015 | 2021 | 2022 | 2023 | 2024 |

A 2011-es népszámlálás során a lakosok 94,2%-a magyarnak, 1,1% németnek mondta magát (5,6% nem nyilatkozott; a kettős identitások miatt a végösszeg nagyobb lehet 100%-nál). A vallási megoszlás a következő volt: római katolikus 80,1%, református 2,2%, evangélikus 1,1%, felekezeten kívüli 1,7% (14,6% nem nyilatkozott).
2022-ben a lakosság 93,3%-a vallotta magát magyarnak, 2,2% németnek, 0,2% ukránnak, 0,1-0,1% görögnek, bolgárnak és románnak, 1,7% egyéb, nem hazai nemzetiségűnek (6,3% nem nyilatkozott; a kettős identitások miatt a végösszeg nagyobb lehet 100%-nál). Vallásuk szerint 59,1% volt római katolikus, 2,6% református, 1,5% evangélikus, 0,8% görög katolikus, 0,1% ortodox, 2% egyéb keresztény, 1,5% egyéb katolikus, 2,9% felekezeten kívüli (29,5% nem válaszolt).

## Látnivalók
- Római katolikus templom